# George M. Marsden
George M. Marsden (* 25. Februar 1939 in Harrisburg, Pennsylvania) ist ein US-amerikanischer Historiker und reformierter Theologe mit Schwerpunkten in nordamerikanischer Kultur, Religion und Bildung.

## Leben
Marsden wuchs in der orthodox-presbyterianischen Kirche auf. Sein Studium am Haverford College in Philadelphia schloss er 1959 mit dem B.A. ab, danach studierte er am Westminster Theological Seminary, wo er 1963 den B.D. erhielt. Ein Studium in Amerikanischer Geschichte und Kirchengeschichte an der Yale University schloss er 1965 mit dem Ph.D. ab. Nach seinem Studium war er für mehr als zwei Jahrzehnte Lehrer für Geschichte am Calvin College in Grand Rapids, Michigan. Dort begann er auch historische Schriften mit Gegenwartsbezug zu verfassen, die eine weite Beachtung fanden. Danach wechselte er 1986 an die Duke Divinity School in Durham, North Carolina. 1992 nahm er eine Professur für Geschichte an der University of Notre Dame in South Bend, Indiana an, wo er 2008 emeritiert wurde. Mark Noll wurde bereits 2006 als sein Nachfolger auf den Francis A. McAnaney-Lehrstuhl berufen. Marsden zog wieder nach Grand Rapids zurück und war dort weiterhin als Lehrer am Calvin College tätig.
1981 musste Marsden als Experte im Fall McLean gegen das Arkansas Board of Education aussagen. Ebenso in den 1980er Jahren wurde er Herausgeber des The Reformed Journal und Berater in der American Society of Church History. 2016 wurde er zum Mitglied der American Academy of Arts and Sciences gewählt.

## Familie
Seit 1969 ist Marsden mit Lucie Commeret verheiratet. Sie haben zusammen einen Sohn und eine Tochter. Sie wohnen in Grand Rapids und sind Mitglieder der Christian Reformed Church.

## Forschung, Lehre und Werk
Seine Arbeit mit dem Titel Fundamentalism and American Culture, die 1980 erschien, galt als wegweisend in der wissenschaftlichen Aufarbeitung des christlichen Fundamentalismus, der sich aus dem Evangelikalismus herausgebildet hatte. Marsden untersuchte die Wechselbeziehungen zwischen Christentum, US-amerikanischer Kultur, der höheren Bildung und dem Evangelikalismus. Er stellte fest, dass Fundamentalisten nicht einfach nur religiös konservativ Gläubige sind, sondern Personen, die Stellung beziehen, Einfluss nehmen und für eine Sache kämpfen. Es sind Evangelikale, „die etwas wütend geworden sind“, eine Bezeichnung, die durch Jerry Falwell bekannt wurde. Ursache war die allmähliche Spaltung der Protestanten im 19. Jahrhundert in Liberale, die neue wissenschaftliche Erkenntnisse und Bibelkritik übernommen hatten, und in Evangelikale, die das traditionelle Glaubensgut beibehalten wollten. In den 1920er Jahren formierte sich aus den Evangelikalen weiter verstärkter Widerstand gegen Liberalisierungen in Kirche, Gesellschaft und Kultur, der in einer fundamentalistischen Protestbewegung Ausdruck fand. Die führenden Prediger und Evangelisten dieses Netzwerkes gründeten systematisch eigene Bibelkonferenzen, Bibelinstitute und Missionswerke, die Generationen überdauern sollten. In den 1970er Jahren erhielt die fundamentalistische Bewegung zudem mehr politisches Gewicht und Macht.
Eine weitere Forschungsarbeit über einen Zeitraum von fünf Jahren wurde durch den J. Howard Pew Freedom Trust finanziert und führte schließlich zur Veröffentlichung von The Soul of the American University (deutsch: Die Seele der amerikanischen Universität). In diesem Werk geht er davon aus, dass gläubige Menschen an Universitäten nicht mehr erwünscht seien. Marsden selbst und auch seine Kollegen hatten herausragende Positionen am Institute for the Study of American Evangelicals inne.
Mitte der 1990er Jahre widmete er sich in seiner Forschungstätigkeit dem kongregationalistischen Erweckungsprediger Jonathan Edwards (1703–1758), über den er eine vielbeachtete Biografie veröffentlichte.

## Schriften (Auswahl)
- The Evangelical Mind and the New School Presbyterian Experience, 1970.
- Fundamentalism and American Culture: The Shaping of Twentieth-Century Evangelicalism, 1870–1925, Oxford University Press, New York 1987 und 2006.
- Reforming Fundamentalism: Fuller Seminary and the New Evangelicalism, Wm. B. Eerdmans, Grand Rapids 1987.
- Understanding Fundamentalism and Evangelicalism, William B. Eerdmans, Grand Rapids 1991.
- The Soul of the American University: From Protestant Establishment to Established Nonbelief, Oxford University Press, New York 1994.
- The Outrageous Idea of Christian Scholarship, Oxford University Press, New York 1997.
- Jonathan Edwards: A Life, Yale University Press, New Haven 2003.